# Korektor (akustyka)

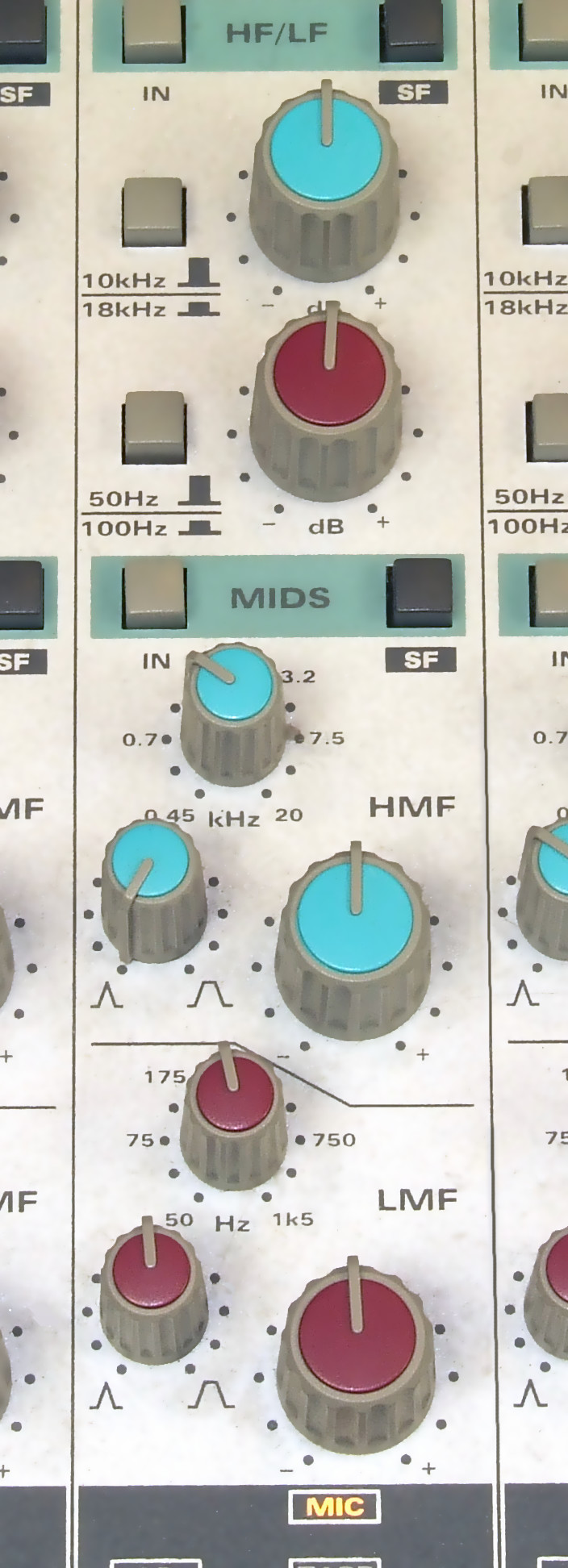
Sekcja korekcji miksera Audient ASP8024 (szczegóły w opisie pliku).

Korektor (equalizer, EQ) – zespół filtrów, które służą do podbijania lub tłumienia określonego zakresu częstotliwości, zmieniając tym samym barwę dźwięku.
Zastosowanie korektora jest integralną częścią procesu obróbki i miksowania dźwięku podczas rejestracji żywych muzyków, ścieżek akustycznych, dźwięków syntetycznych czy samplowanych. Korektory są stosowane do kształtowania ogólnego brzmienia, korygowania specyficznych problemów częstotliwościowych oraz mieszania brzmień różnych dźwięków czy instrumentów. Istnieje kilka typów korektorów, najpowszechniejszymi są korektory graficzne i parametryczne.

## Zasada działania
Większość typowych korektorów używa układów, które aktywnie podbijają lub tłumią dźwięk w różnych pasmach przez zastosowanie technik elektronicznego sprzężenia zwrotnego. Mogą one wprowadzać słyszalne „dzwonienie" w układach, wynikające z nieuchronnych w takich sytuacjach przesunięć fazowych. Inaczej działają korektory pasywne. Korekcja charakterystyki odbywa się tam przy użyciu elementów pasywnych (pracujących bez zasilania), takich jak rezystory, kondensatory oraz cewki. Znajdujący się za tym układem pojedynczy stopień wzmacniacza o prostej konstrukcji kompensuje obniżenie poziomu sygnału, co powoduje, że kiedy wszystkie regulatory są w centralnym położeniu – charakterystyka jest płaska.

## Podział korektorów

### Filtr pasywny
Filtry pasywne są to filtry wykonane z pasywnych elementów RLC.
Najczęściej stosowanymi filtrami są filtry górno- lub dolnozaporowe albo – z nieco mylącym, przeciwnym nazewnictwem – filtry dolno- lub górnoprzepustowe. Przybierają one postać pojedynczego przycisku odcinającego określoną część pasma albo dwóch pokręteł oznaczonych LF i HF, którymi reguluje się częstotliwość odcięcia najwyższych lub najniższych tonów.

### Korektor półkowy

Odpowiedź częstotliwościowa korektora półkowego

Podobnie jak w przypadku filtrów, korektory półkowe dzielą się na górno- i dolnozakresowe. Zamiast regulatorów częstotliwości odcięcia (Frequency) korektor taki posiada regulatory wzmocnienia (Gain), które określają wysokość podbicia lub głębokość tłumienia przypisanego doń zakresu częstotliwości. Górnozakresowy korektor półkowy zaczyna działać przy około 8–12 kHz, zaś dolnozakresowy – przy 80–150 Hz.
Korektory półkowe zawdzięczają swoją nazwę kształtowi charakterystyki częstotliwościowej. Regulatory niskich i wysokich tonów w sprzęcie hi-fi są zwykle korektorami półkowymi z niezmiennymi częstotliwościami pracy. W przypadku sprzętu profesjonalnego niektóre korektory półkowe pozwalają również na ustawienie częstotliwości, przy których zaczynają działać.

### Korektor pasmowy
Korektor pasmowy oddziałuje na częstotliwości wokół danego obszaru i zmienia ich poziom o wielkość ustawioną przy pomocy regulatora wzmocnienia (w mikserach oznaczony jest zwykle jako Middle lub Mid). Pozwala on na podbijanie lub tłumienie wybranych pasm dźwięku, ale nie daje możliwości kontrolowania szerokości pasma, na które oddziałuje. Niektórzy producenci korektorów ustawiają to pasmo dosyć szeroko (korekcja „muzyczna"), a inni zaś dość wąsko, dzięki czemu korektor ten jest bardziej użyteczny w przypadku problemów harmonicznych, takich jak wzbudzanie się perkusji bądź innych instrumentów.

### Korektor parametryczny
W konsolach mikserskich wyższej klasy stosowane są zazwyczaj korektory parametryczne. Pozwalają one na ustawienie częstotliwości środkowej, wzmocnienia i szerokości pasma korektora. Standardowo grupuje się po cztery takie korektory, a dodatkowo przełączniki na pierwszym i ostatnim korektorze pozwalają na użycie ich jako korektorów półkowych – odpowiednio górno- i dolnozakresowego.
W przypadku większości instrumentów nie potrzeba aż tak szerokiej kontroli i wystarczające okazują się korektory semiparametryczne (bez regulacji szerokości pasma). Tym niemniej główny problem, z konsolami mikserskimi wyposażonymi w korektory semiparametryczne, jest taki, że ustawiona fabrycznie szerokość pasma może w rezultacie skutkować specyficznym brzmieniem danej konsoli, koloryzującym całość miksu w dużo większym stopniu niż przy użyciu korektorów parametrycznych.

### Korektor graficzny

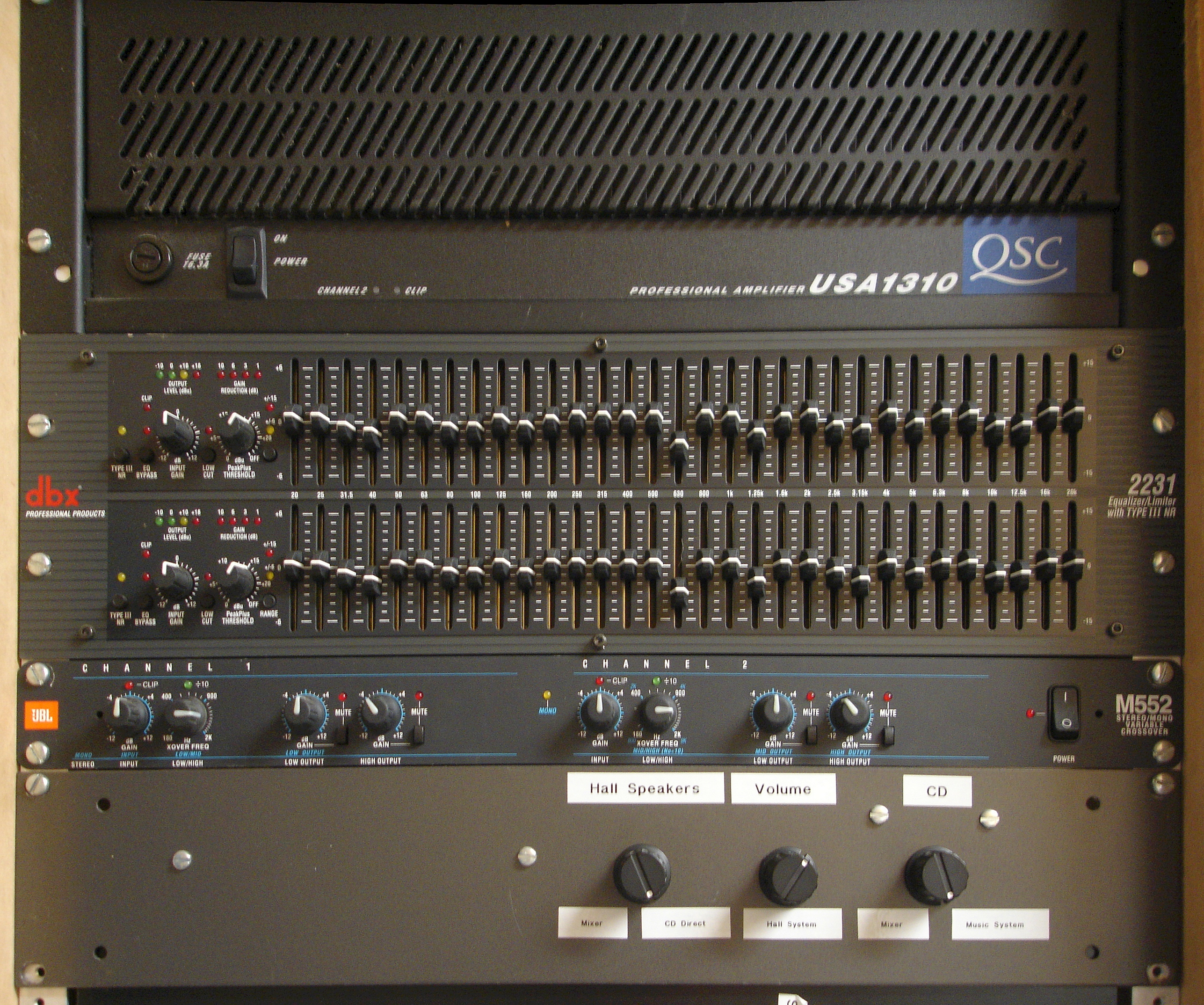
Korektor graficzny tercjowy dbx 2231

Korektor graficzny jest urządzeniem elektroakustycznym wyposażonym w kilka potencjometrów suwakowych korygujących sygnał w poszczególnych pasmach częstotliwości (zwykle 5–10 częstotliwości korekcyjnych na kanał) oraz regulację wzmocnienia sygnału w całym kanale. W zastosowaniach profesjonalnych najczęściej wykorzystuje się tzw. korektor tercjowy, oferujący 25-31 pasm korekcji na każdy kanał. Jest on na tyle dokładny, że pozwala precyzyjnie modelować brzmienie, a jednocześnie szerokość poszczególnych pasm pozwala na naturalne zachowanie brzmienia, bez zniekształceń nieliniowych.
Urządzenia tego używa się do korekcji głównych monitorów odsłuchowych studia nagraniowego lub finalnej korekcji gotowego miksu podczas masteringu.